# Sahyadrimetrus scaber
Espèce
Synonymes
- Scorpio leioderma Dufour, 1856
- Pandinus scaber Thorell, 1876
- Heterometrus scaber (Thorell, 1876)
- Heterometrus malapuramensis Tikader & Bastawade, 1983
- Heterometrus rolciki Kovařík, 2004

Sahyadrimetrus scaber est une espèce de scorpions de la famille des Scorpionidae.

## Distribution
Cette espèce est endémique d'Inde. Elle se rencontre au Kerala, au Tamil Nadu, à Pondichéry, au Karnataka et à Goa.

## Description
Sahyadrimetrus scaber mesure de 100 à 130 mm.

## Venin
La piqûre est très douloureuse mais non mortelle. Elle peut provoquer des troubles de la vision, fièvres et vomissements.

## Systématique et taxinomie
Cette espèce a été décrite sous le protonyme Pandinus scaber par Thorell en 1876. Elle est placée dans le genre Heterometrus par Kraepelin en 1899 puis dans le genre Sahyadrimetrus par Prendini et Loria en 2020.
Heterometrus scaber obscurus et Heterometrus scaber rugosus ont été élevées au rang d’espèce par Prendini et Loria en 2020.

## Publication originale
- Thorell, 1876 : « Études Scorpiologiques. » Atti della Societa Italiana di Scienze Naturali, vol. 19, p. 75–272 (texte intégral).